# Geophilus eudontus
Geophilus eudontus är en mångfotingart som först beskrevs av Chamberlin 1952.  Geophilus eudontus ingår i släktet Geophilus och familjen storjordkrypare.
Artens utbredningsområde är Turkiet. Inga underarter finns listade i Catalogue of Life.